# Kugoiéiskaia
Kugoiéiskaia - Кугоейская (rus) - és una stanitsa del krai de Krasnodar, a Rússia. Es troba en una zona d'estepa a la vora esquerra del riu Kugo-Ieia, afluent del Ieia, davant de Nijnekugoieiski, a 24 km al nord de Krilóvskaia i a 186 km al nord-est de Krasnodar, la capital.
Pertanyen a aquest municipi els khútors de Kalinin, Podkugoieiski, Rókkel, Sirótino i Timaixovka i els pobles d'Irínovka i Krasnogórovka.